# Eric Kim (Cellist)
Eric Kim (* in New York City) ist ein US-amerikanischer Cellist und Musikpädagoge.
Der Sohn koreanischer Eltern hatte fünfjährig ersten Klavierunterricht bei seiner Mutter. Im Alter von zehn Jahren nahm er Cellounterricht bei Tanya L. Carey. An der Juilliard School war er Schüler von Leonard Rose, Lynn Harrell und Channing Robbins und erlangte den Bachelor- und Mastergrad (1986 bzw. 1987).
Nach seinem Debüt mit dem Chicago Symphony Orchestra im Alter von fünfzehn Jahren unternahm er als Solist eine Fernost-Tournee mit dem Juilliard Orchestra. Es folgten Auftritte mit dem Cincinnati, Denver und San Diego Symphony Orchestra und unter der Leitung von Dirigenten wie Zubin Mehta, Stanislaw Skrowaczewski, Paavo Järvi, Jesus Lopez-Cobos, Sergiu Comissiona und Lawrence Foster. Von 1989 bis 2009  war er Erster Cellist des San Diego und des Denver Symphony Orchestra.
Als Kammermusiker arbeitete Kim u. a. mit Emanuel Ax, Joshua Bell, Yefim Bronfman, Susan Graham, Lynn Harrell, Stephen Hough, Jaime Laredo und Menahem Pressler zusammen. mit Pinchas Zukerman trat er beim Musikfestival von Athen, beim Festival Mostly Mozart in New York, beim Schleswig-Holstein Musik Festival und beim Verbier Festival in der Schweiz auf. Als Mitglied des Kammerensembles Pinchas Zukerman and Friends begleitete er Zukerman auf mehreren Tourneen durch Südamerika und Israel.
Seit dem Studienjahr 2009–10 unterrichtet Kim als Professor an der Jacobs School of Music der Indiana University. Als Musiker und Lehrer nimmt er regelmäßig am Aspen Music Festival und am Programm Music Masters Course in Japan in Kasuza, Yokohama und Tokio teil. Für die New World Symphony in Miami Beach bildet er Nachwuchscellisten aus.